# Carsten Nielsen
Carsten Nielsen, né le 18 août 1955 à Copenhague, est un footballeur international danois (4 sélections).

## Clubs successifs
- 1975-1976 : B 1903  Danemark
- 1976-1981 : Borussia Mönchengladbach  Allemagne
- 1981-1985 : RC Strasbourg  France
- 1985-1986 : Neuchâtel Xamax FC  Suisse
- 1986-1987 : CS Chênois  Suisse
- 1987-1989 : Neuchâtel Xamax FC  Suisse
- 1990 : Kjøbenhavns Boldklub  Danemark